# یاکوبی گاجایا
یاکوبی گاجایا (به گرجی: იაკობ ქაჯაია، زادهٔ ۲۸ سپتامبر ۱۹۹۳) کشتی‌گیر گرجستان در دستهٔ فوق سنگین‌وزن کشتی فرنگی است. او برندهٔ مدال نقره المپیک ۲۰۲۰ توکيو و نیز مدال طلای بازی‌های اروپایی ۲۰۱۹ مینسک است. گاجایا همچنین دو مدال برنز مسابقات قهرمانی کشتی جهان را در سال‌های ۲۰۱۹ و ۲۰۲۱ کسب کرده است.
او در المپیک ۲۰۱۶ ریو در وزن ۱۳۰ کیلو حاضر بود که در دور اول و دوم ادوارد سوقومونیان از برزیل و اولکساندر چرنتسکی از اوکراین را شکست داد اما در دور بعد از سرگی سمینوف کشتی‌گیر روسی شکست خورد و با توجه به شکست این کشتی‌گیر در دور بعد از دور رقابت‌ها کنار رفت. وی در المپیک ۲۰۲۰ توکیو صاحب گردن آویز نقره شد.

## فعالیت حرفه‌ای

### قهرمانی کشتی جهان ۲۰۱۹
گاجایا در وزن ۱۳۰ کیلوگرم کشتی فرنگی مسابقات قهرمانی کشتی جهان ۲۰۱۹ نورسلطان حاضر بود که در مسابقه اول و دوم اسکار مارویک از نروژ و آلین الکسوج از رومانی را شکست داد اما در مسابقه بعد به رضا کایالپ از ترکیه باخت و با توجه به حضور این کشتی‌گیر در فینال، به دیدار شانس مجدد رفت. او در مراحل شانس مجدد یاسمانی آکوستا از شیلی را شکست داد و به دیدار رده‌بندی رسید. وی در این دیدار ادوارد پوپ از آلمان را شکست داد و مدال برنز وزن ۱۳۰ کیلوگرم را بدست آورد.

### المپیک ۲۰۲۰ توکیو
گاجایا در وزن ۱۳۰ کیلوگرم کشتی فرنگی المپیک ۲۰۲۰ توکیو حاضر بود که الیاس کوسمانن از فنلاند، سرگی سمینوف از روسیه و یاسمانی آکوستا از شیلی را شکست داد و به فینال رسید. وی در دیدار نهایی به میخایین لوپز از کوبا باخت و به مدال نقره وزن ۱۳۰ کیلوگرم رسید.

### قهرمانی کشتی جهان ۲۰۲۱
گاجایا در وزن ۱۳۰ کیلوگرم کشتی فرنگی قهرمانی کشتی جهان ۲۰۲۱ اسلو شرکت کرد، او در مسابقه های اول و‌دوم کوهلتون شولتز از آمریکا و بکا کندلاکی از آذربایجان را شکست داد اما در نیمه نهایی به زورابی گدخائوری از روسیه باخت و به دیدار رده‌بندی رفت. وی در دیدار رده‌بندی عثمان ایلدیریم از ترکیه را شکست داد و مدال برنز  را بدست آورد.